# Ministerie van Buitenlandse Zaken (Nederland)

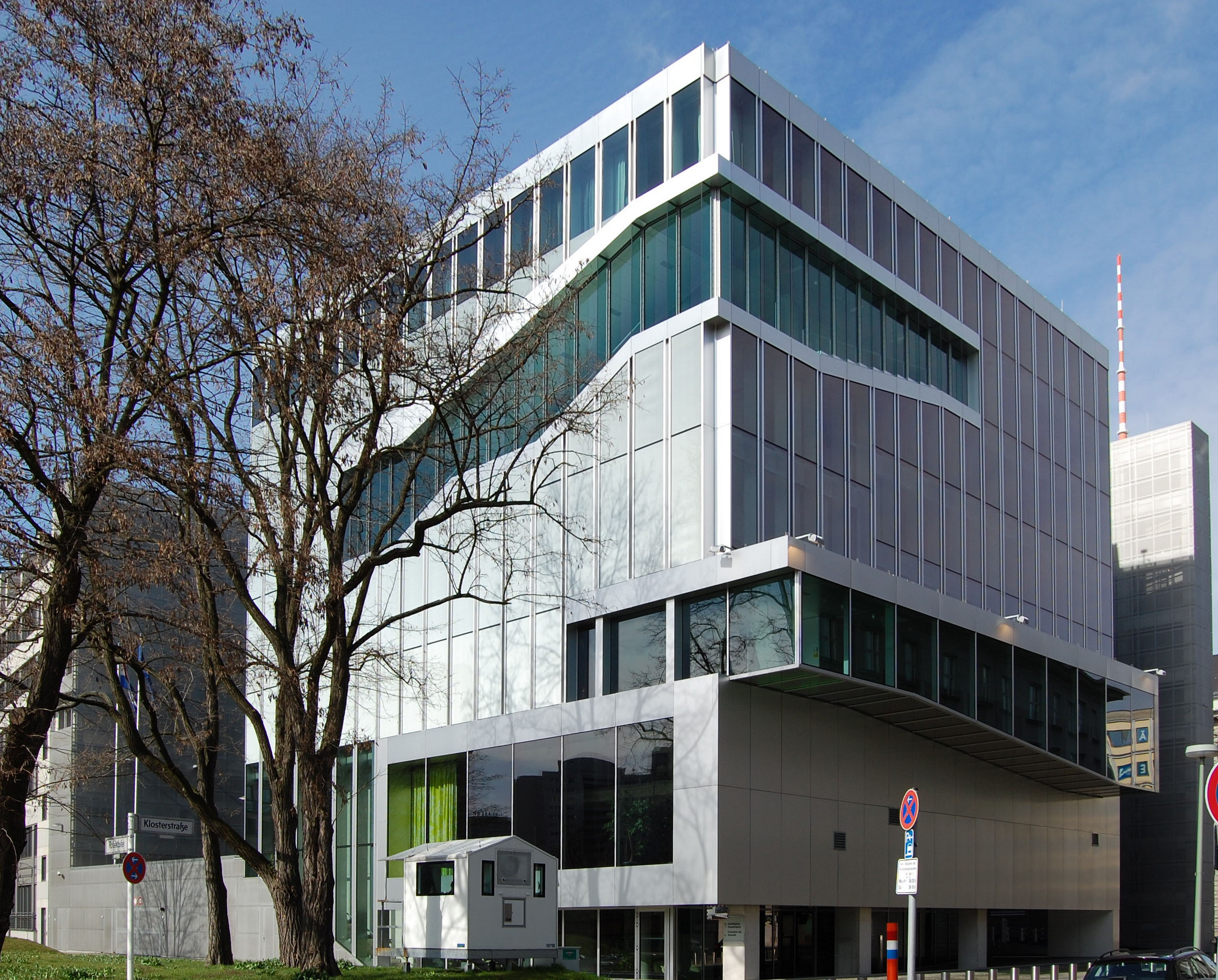
Nederlandse ambassade in Berlijn

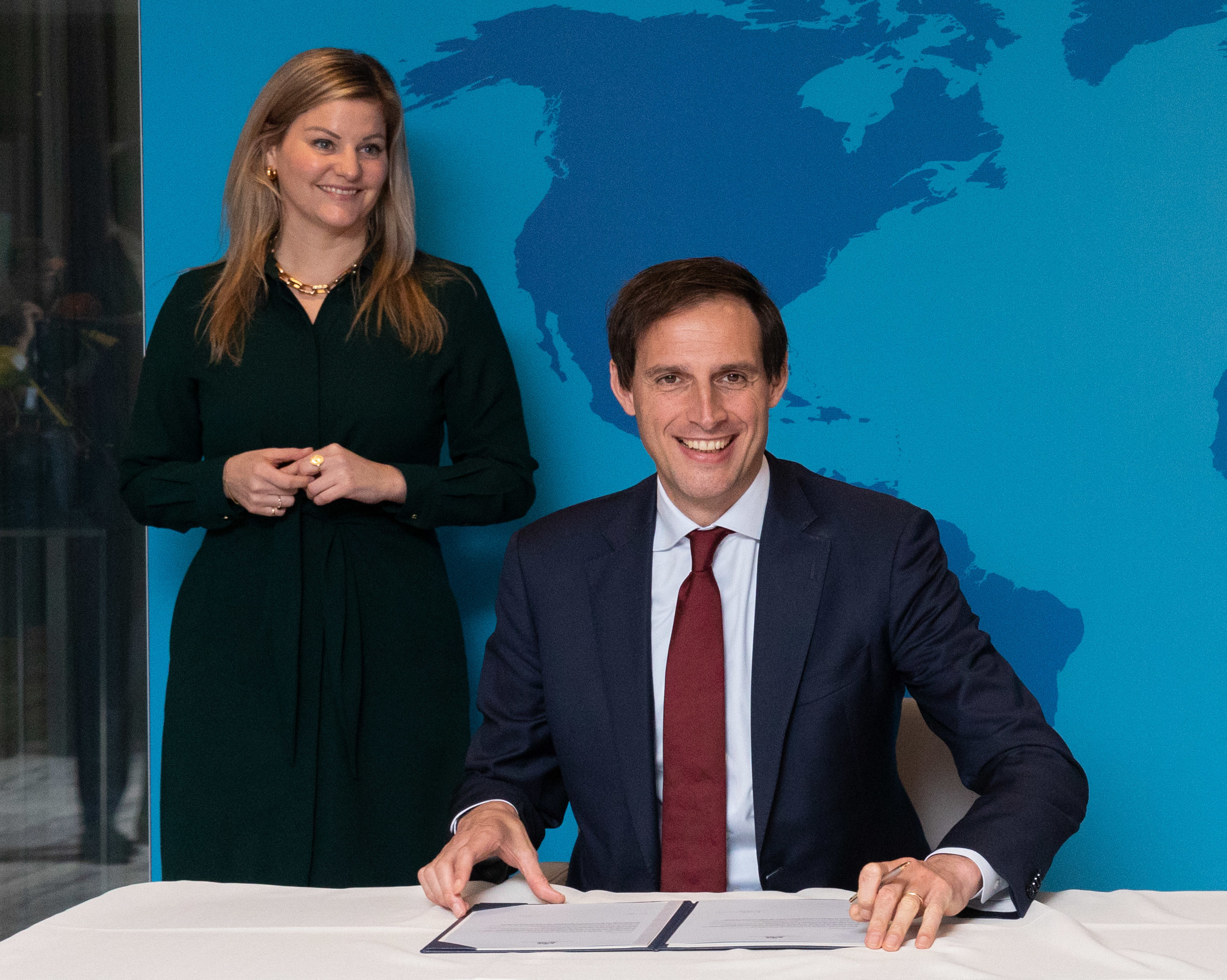
Ministers Wopke Hoekstra en Liesje Schreinemacher (2022)

Het ministerie van Buitenlandse Zaken (BZ of, verouderd, BuZa) is in Nederland het ministerie dat zich bezighoudt met de buitenlandse relaties van het Koninkrijk der Nederlanden, inclusief Europese Zaken en Ontwikkelingssamenwerking. Ook ondersteunt het ministerie Nederlanders en Nederlandse bedrijven in het buitenland. Caspar Veldkamp (NSC) is de minister van Buitenlandse Zaken. Na de val van het Kabinet-Schoof wordt de portefeuille, die door de minister voor Buitenlandse Handel en Ontwikkelingshulp werd beheerd, door staatssecretaris van Buitenlandse Zaken Hanneke Boerma beheerd. 

## Taken
- De relaties van het Koninkrijk der Nederlanden met het buitenland behartigen. Het ministerie ondersteunt bedrijven die zaken willen doen in het buitenland en neemt namens Nederland deel aan Europese besluitvorming in Brussel.
- Consulaire dienstverlening aan Nederlanders in het buitenland, zoals reisadviezen, hulp bij verlies of diefstal van reisdocumenten en zorg voor gedetineerden in het buitenland.[1]
- Bevorderen van duurzame economische groei van ontwikkelingslanden en via ontwikkelingssamenwerking wereldwijd werken aan de thema's veiligheid en rechtsorde, water, voedselzekerheid en seksuele en reproductieve gezondheid en rechten (SRGR).
- Namens Nederland de internationale rechtsorde bevorderen, bijvoorbeeld door ondersteuning van het Internationaal Strafhof en door samen met het ministerie van Defensie vredesmissies voor te bereiden.

## Organisatie
Er zijn vier directoraten-generaal:
- Politieke Zaken: algemene buitenlandpolitiek, inclusief aansturing van de Nederlandse ambassades in het buitenland
- Europese Samenwerking: Nederlandse positie in de Europese Unie
- Buitenlandse Economische Betrekkingen
- Internationale Samenwerking

Bij het ministerie van Buitenlandse Zaken in Den Haag werken circa 6200 mensen. Ongeveer 3000 mensen werken op de ongeveer 140 ambassades en vertegenwoordigingen van Nederland in het buitenland, waarvan 700 uitgezonden BZ-ambtenaren en 2300 lokale medewerkers.

## Huisvesting
Het ministerie is gevestigd in het Rijksgebouw Rijnstraat 8 aan de centrumkant van Den Haag Centraal. Het voormalige VROM-gebouw biedt ook onderdak aan het ministerie van Infrastructuur en Waterstaat, het Centraal Orgaan opvang Asielzoekers, de Immigratie- en Naturalisatiedienst en de Dienst Terugkeer & Vertrek.

## Geschiedenis
Het Departement van Buitenlandse Zaken is op 12 maart 1798 opgericht. Het ministerie was vanaf 1912 gevestigd in het Logement van Amsterdam aan het Plein in Den Haag. Na de oprichting in 1920 van de Volkenbond werd de afdeling Volkenbondszaken opgericht, dat na de oorlog werd uitgebreid voor de ondersteuning van diverse internationale organisaties. Tijdens de Tweede Wereldoorlog werden de consulaire en diplomatieke zaken van het ministerie, dat toen vanuit Londen opereerde, samengevoegd tot een Buitenlandse Dienst. Tot in de jaren tachtig opereerden de ambtenaren van de Buitenlandse Dienst los van de departementsambtenaren die altijd in Den Haag werkzaam waren; sinds 1987 worden ambtenaren uitgewisseld.
In 1984 kreeg het ministerie, dat inmiddels verspreid over twintig panden was gehuisvest, een nieuw eigen gebouw op de Bezuidenhoutseweg 67 waar het tot 2017 gevestigd was.

## Trivia
- Het ministerie van Buitenlandse Zaken kent een groot aantal unieke afkortingen uit de tijd dat de Telex nog het belangrijkste communicatiemiddel was en elke letter tijdwinst opleverde. Zo wordt de minister van Buitenlandse Zaken intern aangeduid met de letter 'M', staat 'R' voor de minister voor Ontwikkelingssamenwerking en wordt 'T' gebruikt voor een staatssecretaris van Europese Zaken.[4]
- Het ministerie beschikt over een uitgebreide kunstcollectie die gebruikt wordt voor de Rijnstraat 8 en ambassades, consulaten en residenties wereldwijd.[5]